# Андрієвка (Мамлютський район)
Андрі́євка (каз. Андреев) — село у складі Мамлютського району Північноказахстанської області Казахстану. Адміністративний центр Андрієвського сільського округу.
Населення — 540 осіб (2021; 611 у 2009, 838 у 1999, 863 у 1989).
Національний склад станом на 1989 рік:
- росіяни — 47 %
- казахи — 35 %.